# M26 (танк)
M26 «Першинг» (англ. M26 Pershing) — американский средний танк 1944—1969 годов (в 1944—1946 годах в американской армии M26 временно классифицировался как тяжёлый). Назван в честь генерала Джона Першинга, возглавлявшего американский экспедиционный корпус во время Первой мировой войны. Разрабатывался в качестве замены для М4 Шерман. Танки «Першинг» принимали участие во Второй мировой войне; в 1950—1951 годах участвовали в Корейской войне.

## История
Так же, как и армии других стран в то время, армия США предусматривала применение танков для двух основных целей: поддержки пехоты и прорыва укреплений противника. С 1942 года и до конца Второй мировой войны для двух целей использовался танк M4 «Шерман», в большей степени являвшийся «кавалерийским» танком. Между тем, пехота предпочла бы иметь танк, сильнее бронированный и более мощно вооружённый, пусть даже за счёт снижения ходовых качеств. Поэтому осенью 1942 года в службе вооружения армии США начали разрабатывать проект «пехотно-ориентированного танка», чья конструкция была бы более универсальной, чем у британских пехотных танков. Главной задачей проекта стало создание танка с боевой массой не превышающей 32 тонны, 75 мм. пушкой, лобовой бронёй не менее 100 мм и скоростью не менее 40 км/ч. В течение следующих двух лет были созданы различные прототипы: T20, T22, T23, T25 и T26. На них применялись различные варианты вооружения, трансмиссии и подвески. 
На T23 испытывалась даже электрическая трансмиссия, разработанная General Electric. Электрическая система была слишком тяжелой, поэтому разработчики остановились на гидравлической трансмиссии с гидротрансформатором производства General Motors. Создатели также экспериментировали с механизмом автозаряжания, однако он оказался ненадёжным и от него пришлось отказаться. В качестве двигателя был выбран новый бензиновый двигатель Ford, созданный специально для танков. Мощный новый двигатель позволил последней модели развить скорость по шоссе в 48 км/ч. Для нового танка также была применена торсионная подвеска. M26 получил шесть опорных катков и пять поддерживающих. В отличие от M24 Чаффи, у M26 ведущее колесо было расположено сзади.
Итогом проекта стало создание в начале 1944 года модели T26E1. Танк T26E1 имел 90 мм орудие, 100 мм лобовой брони и вес в 43.25 тонны, что на 8.5 тонны превосходило танк M4.
Однако под влиянием первоначального, относительно успешного применения танка «Шерман» у командования сухопутных войск создалось впечатление, что нет срочной необходимости разрабатывать новый танк. Даже с появлением у Германии тяжёлых танков «Тигр» и «Пантера» мнение американского командования не изменилось, так как там считали, что новые машины не будут встречаться в немецких войсках в большом количестве. В отношении «Тигров» предположение командования было верным: на Западном фронте эти машины действительно встречались редко. Однако «Пантеры», с которыми союзники впервые повстречались у Анцио, стали выпускаться большими партиями. Танки этого типа составляли половину немецкой танковой мощи в Нормандии. Кроме того, по армейской доктрине того времени, танки не создавались для борьбы с другими танками. Для этих целей использовались истребители танков — более подвижные бронированные машины, как, например, M10 «Wolverine». По всем этим причинам проектирование нового танка шло очень медленно.
На время вторжения войск союзников в Западную Европу во время высадки в Нормандии в июле 1944 года танки «Шерман» составляли подавляющее большинство их танкового парка. Очень скоро стало ясно, что доктрина использования истребителей танков оказалась неверной и губительной, и что танки «Шерман» не могут на равных бороться с «Пантерами». Были приложены усилия к тому, чтобы ускорить ведущиеся разработки, но танк, теперь имеющий имя «Першинг», появился на полях сражений только в феврале 1945 год (первый бой 25 февраля возле реки Рур) и принял относительно скромное участие в сражениях Второй мировой войны. После боевого крещения танк T26E3 был переименован в M26.
«Першинг» изначально создавался как средний танк, но в конце 1944 года, для поднятия уверенности экипажей, он был переклассифицирован в тяжёлый. В мае 1946 года, в связи с изменившейся американской концепцией танковых войск, «Першинг» вновь переклассифицирован в средний танк. Отсюда и некоторые его особенности: по сравнению со средним «Шерманом» «Першинг» был значительным шагом вперёд, особенно в области вооружения и бронезащиты. Однако его проходимость не соответствовала проходимости среднего танка, из-за того, что на M26 стоял тот же двигатель, что и на M4A3, в то время как M4A3 был легче «Першинга» примерно на десять тонн. Трансмиссия M26 также была не совсем надёжной, этот недостаток был устранён в 1948 году с появлением новой модификации, M26E2, которая использовала новую силовую установку. Эта новая модификация получила имя M46 «Генерал Паттон». Таким образом, M26 явился базой для создания серии танков «Паттон», которые заменили «Першинги» к началу 1950-х годов. Танк M47 «Паттон» являлся танком M46 с новой башней, доставшейся от прототипа Т42, а сам корпус был изменен - увеличен угол наклона с 42 до 60 градусов, - и был экстренной мерой в попытке дешево и быстро создать временную замену стремительно устаревающим М46 вплоть до появления полноценного нового танка, а танки M48 и M60 были уже принципиально новыми разработками.

## Серийное производство
В марте 1945 года танки Т26Е3 были стандартизированы как М26.
| Год   | Модель | 1     | 2     | 3     | 4     | 5     | 6     | 7     | 8     | 9     | 10    | 11    | 12    | Всего |
| ----- | ------ | ----- | ----- | ----- | ----- | ----- | ----- | ----- | ----- | ----- | ----- | ----- | ----- | ----- |
| 1944  | Т26Е1  |       | 1     | 3     | 4     | 2     |       |       |       |       |       |       |       | 10    |
| 1944  | Т26Е3  |       |       |       |       |       |       |       |       |       |       | 10    | 30    | 40    |
| 1944  | Всего  |       | 1     | 3     | 4     | 2     |       |       |       |       |       | 10    | 30    | 50    |
| 1945  | Т26Е3  | 70    | 132   | 194   | 269   | 361   | 370   | 277   | 252   | 103   | 134   |       |       | 2162  |
| 1945  | Т26Е5  |       |       |       |       |       | 5     | 22    |       |       |       |       |       | 27    |
| 1945  | Всего  | 70    | 132   | 194   | 269   | 361   | 375   | 299   | 252   | 103   | 134   |       |       | 2189  |
| Итого | Итого  | Итого | Итого | Итого | Итого | Итого | Итого | Итого | Итого | Итого | Итого | Итого | Итого | 2239  |

Т26Е2 — Т26Е1 со 105-мм гаубицей М4. После окончания Второй Мировой войны был стандартизирован как М45.
| Год  | 7 | 8  | 9   | Всего |
| ---- | - | -- | --- | ----- |
| 1945 | 1 | 36 | 148 | 185   |

## Боевое применение

### Вторая мировая война
M26 долгое время находился в разработке, поэтому попал на войну в самом её конце. Небольшое количество этих танков было передано в 12-ю армейскую группу генерала Омара Брэдли и распределено между 3-й и 9-й танковыми дивизиями. Первый бой танки приняли в феврале 1945 года. Первая зафиксированная потеря танка «Першинг» произошла 28 февраля — один танк был подбит немецким «Тигром», но позже был отремонтирован.
Белтон Купер, во время войны — офицер службы вооружений в боевом командовании 3-й танковой дивизии, вспоминает о «Першингах» в книге своих мемуаров. По его словам, десять танков «Першинг» прибыли в 3-ю танковую дивизию в начале февраля 1945 года. Купер утверждает, что эти танки могли бы поступить туда раньше, если бы не противодействие со стороны генерала Джорджа Паттона, который предпочитал танки «Шерман». Своё предпочтение Паттон объяснял тем, что «Шерман» потребляет меньше топлива и имеет лучшие ходовые качества, чем «Першинг». На то время, к которому относятся возражения Паттона, относительная слабость вооружения «Шермана» и недостаточная его броневая защита ещё не были столь очевидными.

### Война в Корее
Танки «Першинг» также участвовали в войне в Корее, хотя туда было послано относительно небольшое количество танков, так как командиры докладывали с фронта: «Корея — страна, не очень пригодная для танков». Официальная история армии США утверждает даже, что некоторые из танков «Першинг» были ради этого сняты с пьедесталов в Форт-Ноксе, где они к тому времени служили мемориалами Второй мировой войны. Всего с 10 августа 1950 года по 10 января 1951 было отправлено 309 танков «Першинг». В ходе войны танки M26 уничтожили 29 северокорейских Т-34-85. По американским данным, северокорейским «тридцатьчетвёркам» удалось подбить 6 «Першингов». С июля 1950 года по 21 января 1951 в составе 1-го, 9-го и 10-го армейских корпусов было задействовано 252 танка «Першинг», из которых 156 танков было выведено из строя, в том числе 50 танков было полностью уничтожено или захвачено. С 21 января по 6 октября 1951 года было выведено из строя 170 танков M26, безвозвратная часть неизвестна. В последующий период потери неизвестны.
На «Першинге» совершил свой подвиг экипаж сержанта Э. Коумы, уничтоживший в продолжавшемся 9 часов бою свыше 250 северокорейских солдат.
В связи с низкой эффективностью применения в горных условиях (двигатель 500 л.с. как и на 30-тонном М4А3) в 1951 году все «Першинги» были заменены «Шерманами» и «Паттонами».

## Конструкция

### Трансмиссия
Первичный планетарный редуктор, трёхступенчатый гидротрансформатор типа «Лисхольм-Смит», трёхскоростная планетарная коробка передач с сервогидравлическим управлением, двойной дифференциал типа «Клетрак», одноступенчатые бортовые передачи.

### Ходовая часть
Шесть обрезиненных опорных катков на борт, пять обрезиненных поддерживающих катков, направляющее колесо, ведущее колесо заднего расположения со съёмными зубчатыми венцами (зацепление цевочное), подвеска торсионная; гусеница шириной 609,6 мм с резинометаллическими шарнирами.

## Модификации
- M26 (T26E3) — Вооружен M3 с двойной перегородкой дульного тормоза. Основная производственная модель;
- M45 (Т26Е2) — Танки перевооруженные 105мм гаубицей М4;
- M26A1 — М26 перевооруженный орудием M3A1 получившим эжектор;
- T26E1-1 — Тестовый экземпляр на базе танка Т26Е1 с орудием T15E1 обладающим унитарным заряжанием и внешним пружинным стабилизатором орудия, проходил испытание в Европе где получил дополнительно бронирование и прозвище "Супер Першинг";
- T26E4 — Модель вооруженная орудием T15E2 с раздельно-гильзовым заряжанием, также были учтены все проблемы возникшие с новым орудием на танке Т26Е1-1, установлены новые пружинные балансиры спрятанные под башню, предусматривался крупносерийный выпуск, однако вследствие окончания войны выпущен малой серией в 25 машин;
- M26E1 — Два танка вооруженные длинноствольным орудием Т54 с унитарным заряжанием и отличительным грушевидным дульным тормозом, создавались как решение проблемы, возникшей на танках Т26Е1-1 и Т26Е4, где вследствие установки нового орудия и новых удлиненных снарядов к ним, значительно сократился внутренний объем, что усложняло работу экипажу. Итогом работ стало освобождение части пространства изменением казённой части и гильзы снарядов, длину которой сократили путём увеличения диаметра, благодаря чему баллистические характеристики орудия Т54 соответствовали Т15;
- M26E2 — Новый более мощный двигатель и коробка передач, вследствие проблем с надежностью нового двигателя в серию не пошёл, однако послужил основой для создания танка Т40 позже стандартизированного как М46 Паттон;
- T26E5 — Версия М26 с увеличенным бронированием до 150мм во лбу корпуса и 180 лба башни, был выпущен малой серией в 27 машин;